# Eupatorium lancifolium
Eupatorium lancifolium là một loài thực vật có hoa trong họ Cúc. Loài này được (Torr. & A.Gray) Small mô tả khoa học đầu tiên năm 1903.